# Michel de Fornel
 (décembre 2010).
Si vous disposez d'ouvrages ou d'articles de référence ou si vous connaissez des sites web de qualité traitant du thème abordé ici, merci de compléter l'article en donnant les références utiles à sa vérifiabilité et en les liant à la section « Notes et références ».
Michel de Fornel, né le 8 novembre 1959, est un sociolinguiste et linguiste français.

## Biographie
Michel de Fornel est Directeur d'Études à l'École des hautes études en sciences sociales (EHESS). En 2010, il fonde avec Emmanuel Désveaux, le centre de Linguistique Anthropologique et Sociolinguistique (LIAS) au sein de l'Institut Marcel Mauss.

## Publications
- Les formes de la conversation. Analyse de l'action et analyse de la conversation, avec Bernard Conein, Michel de Fornel, Louis Quéré (éd.), actes du colloque, Paris, septembre 1987 (organisé par le GDR Communication CNET-CNRS), 2 vol. Issy-les-Moulineaux, CNET, « Réseaux », 1990-1993.
- La logique des situations. Nouveaux regards sur l'écologie des activités sociales,  avec Louis Quéré (dir.), , Paris, Éditions de l'École des hautes études en sciences sociales, 1999.  (ISBN 2-7132-1339-8)
- L'ethnométhodologie : une sociologie radicale, Colloque de Cerisy,  avec Albert Ogien et Louis Quéré (dir.), Paris, La Découverte, « Recherches », 2000.  (ISBN 2-7071-3373-6)
- L'argumentation, preuve et persuasion, avec Jean-Claude Passeron (dir.), Paris, Éditions de l'École des hautes études en sciences sociales, « Enquête », 2002.  (ISBN 2-7132-1423-8)
- Naturalisme versus constructivisme ?, avec Cyril Lemieux (dir.), (contributions de Anne Warfield Rawls, Rod Watson, Wes Sharrock, et al.), Paris, Éditions de l'École des hautes études en sciences sociales, « Enquête », 2007[2],[3]  (ISBN 978-2-71322152-1)
- Bourdieu, théoricien de la pratique, avec Albert Ogien, Paris, Éditions de l'École des hautes études en sciences sociales, « Raisons pratiques », 2011[4],[5]  (ISBN 978-2-71322276-4)
- Faire des sciences sociales. Généraliser, avec Emmanuel Désveaux, Paris, Éditions de l'École des hautes études en sciences sociales, 2012[6]  (ISBN 978-2-71322363-1)
- Aux prises avec la douleur - Analyse conversationnelle des consultations d’analgésie avec Maud Verdier, Paris, Éditions de l'École des hautes études en sciences sociales, 2014[7],[8]  (ISBN 978-2-71322451-5)